# ハマダラカ
ハマダラカ（羽斑蚊、翅斑蚊）は、カ科ハマダラカ亜科ハマダラカ属（学名: Anopheles）に属する昆虫の総称である。世界におよそ460種が知られている。そのうちおよそ100種がヒトにマラリアを媒介できるが、一般にマラリア原虫をヒトに媒介しているのは、そのうちの30 - 40種である。ハマダラカで最も知られている種は、マラリア原虫の中でももっとも悪性である熱帯熱マラリア原虫（Plasmodium falciparum）を媒介するガンビエハマダラカ（Anopheles gambiae）である。マラリア蚊とも
ハマダラカ属の学名（Anopheles）は、ギリシア語の an （英語で not の意）と óphelos（「利益」の意）からきており、「無益な」を意味する。また、「ハマダラカ」という和名は、翅に白黒のまだら模様があることに由来している。
ハマダラカの中には、犬糸状虫（Dirofilaria immitis）や、フィラリアの一種であるバンクロフト糸状虫（Wuchereria bancrofti）、マレー糸状虫（Brugia malayi）、オニョンニョン熱を発症させるウイルスの媒介者となるものもいる。また、別属のカのなかま（ヤブカ属、イエカ属）もこれらのウイルスの媒介者となることがある。

## 進化
ナミカ亜科（Culicine）とハマダラカのクレードは、約1億5,000年前に分岐したと考えられている。また、旧世界と新世界のハマダラカの種は、おそらく9,500万年前頃に分化したものとみられている。そして、同じアフリカ大陸に生息するガンビエハマダラカと A. funestus のクレードは、およそ3,600 – 8,000万年前に分化したと考えられている。
ハマダラカのゲノムサイズは230 – 284 Mbp で、似たサイズのゲノムをもつショウジョウバエと比較されることがある。しかし、他のカの仲間のゲノムサイズ（528 Mbp–1.9 Gbp）に比べると小さいほうである。

## 系統

### 特徴
ハマダラカ属は、ハマダラカ属のほかにオーストラリア大陸、ニューギニア島に分布する Bironella 属と中南米に分布する Chagasia 属を含むハマダラカ亜科（Anophelinae）に属する。この分類群がはじめに提唱されたのは1901年で、形態的な特徴（翅の斑点や頭部の形状、幼虫や蛹の形態など）のほか、染色体の違いによっても区別された。
多くのカにおいて小あごひげはオスは長く、メスは短いが、ハマダラカ属のカは雌雄ともに長い。
ハマダラカ属は、オスの生殖器を構成する第9腹節生殖肢の生殖基節の形態の違いなどによって、さらに7つの亜属に分けられる。まず1915年に、亜属のうちの3つ（ハマダラカ亜属 Anopheles、タテンハマダラカ亜属 Myzomyia（のちに Cellia に改名）、Nyssorhynchus）が、クリストファーによって記載された。1932年には、エドワーズが Stethomyia、Kerteszia（1937年に正式に亜属と認められた）の2つの亜属を記載。1937年には Lophopodomyia 亜属が記載され、さらに近年の調査によって、2005年に Baimaia 亜属が新たに記載された。
それぞれの亜属に含まれる種数は、Cellia（タテンハマダラカ亜属）が216種で最も多く、次いで Anopheles（ハマダラカ亜属）が206種、Nyssorhynchus が34種、Kerteszia が12種、Lophopodomyia 6種、Stethomyia 5種、そして Baimaia が1種とされている。
日本列島ではタテンハマダラカ亜属2種（コガタハマダラカ、タテンハマダラカ）、ハマダラカ亜属10種（モンナシハマダラカ、オオモリハマダラカ、ヤマトハマダラカ、チョウセンハマダラカ、オオハマハマダラカ、シナハマダラカ、エンガルハマダラカ、ヤツシロハマダラカ、エセシナハマダラカ、オオツルハマダラカ）の計12種の分布が記録されている。

### 種
- Anopheles acanthotorynus
- Anopheles albimanus
- Anopheles albitarsis
- Anopheles amictus
- Anopheles annulipalpis
- Anopheles anomalophyllus
- Anopheles antunesi
- Anopheles apicimacula
- Anopheles aquasalis
- Anopheles argyritarsis
- Anopheles atroparvus
- Anopheles aztecus
- Anopheles bambusicolus
- Anopheles barberi
- Anopheles beklemishevi
- Anopheles bellator
- Anopheles benarrochi
- モンナシハマダラカ Anopheles bengalensis
- Anopheles boliviensis
- Anopheles bonnei
- Anopheles bradleyi
- Anopheles braziliensis
- Anopheles bustamentei
- Anopheles canorii
- Anopheles coustani
- Anopheles crucians
- Anopheles cruzii
- Anopheles crypticus
- Anopheles culicifacies
- Anopheles darlingi
- Anopheles dirus
- Anopheles eiseni
- Anopheles earlei
- エンガルハマダラカ Anopheles engarensis
- Anopheles evandroi
- Anopheles evansae
- Anopheles farauti
- Anopheles fausti
- Anopheles fluminensis
- Anopheles fluviatilis
- Anopheles forattinii
- Anopheles franciscanus
- Anopheles freeborni
- Anopheles funestus
- Anopheles gabaldoni
- Anopheles galvaoi
- ガンビエハマダラカ Anopheles gambiae
- Anopheles georgianus
- Anopheles gilesi
- Anopheles gomezdelatorrei
- Anopheles grabhamii
- Anopheles guarao
- Anopheles hailarensis
- Anopheles halophylus
- Anopheles hectoris
- Anopheles homunculus
- Anopheles hyrcanus
- Anopheles ininii
- Anopheles intermedius
- Anopheles introlatus
- Anopheles judithae
- Anopheles kompi
- Anopheles kosiensis
- Anopheles lanei
- Anopheles latens
- オオツルハマダラカ Anopheles lesteri
- Anopheles lutzii
- Anopheles maculipennis
- Anopheles mattogrossensis
- Anopheles mediopunctatus
- Anopheles melas
- Anopheles merus
- コガタハマダラカ Anopheles minimus
- Anopheles minor
- Anopheles moucheti
- Anopheles neivai
- Anopheles neomaculipalpus
- Anopheles nigritarsis
- Anopheles nili
- Anopheles nimbus
- Anopheles noroestensis
- Anopheles nuneztovari
- Anopheles occidentalis
- Anopheles oiketorakras
- オオモリハマダラカ Anopheles omorii
- Anopheles oswaldoi
- Anopheles ovengensis
- Anopheles pampanae
- Anopheles parapunctipennis
- Anopheles parvus
- Anopheles perplexens
- Anopheles peryassui
- Anopheles peytoni
- Anopheles pictipennis
- Anopheles pseudomaculipes
- Anopheles pseudopunctipennis
- Anopheles pseudotibiamaculatus
- Anopheles punctimacula
- Anopheles punctulatus
- Anopheles punctipennis
- Anopheles quadrimaculatus
- Anopheles rachoui
- Anopheles rangeli
- Anopheles rennellensis
- Anopheles rivulorum
- Anopheles rondoni
- Anopheles sanctielii
- オオハマハマダラカ Anopheles saperoi
- Anopheles shannoni
- シナハマダラカ Anopheles sinensis
- エセシナハマダラカ Anopheles sineroides
- Anopheles squamifemur
- ステフェンスハマダラカ Anopheles stephensi
- Anopheles sundaicus
- Anopheles thomasi
- Anopheles tibiamaculatus
- Anopheles triannulatus
- Anopheles vargasi
- Anopheles vestitipennis
- Anopheles walkeri
- Anopheles xelajuensis
- ヤツシロハマダラカ Anopheles yatsushiroensis

## 生活環
他のカの仲間と同様に、ハマダラカの生活環は4つのステージ（卵、幼虫、蛹、成虫）によって成り立っている。卵から蛹までは水中で過ごし、その期間はは通常5–14日である（種や外気温によって異なる）。成虫になると、メスのハマダラカはマラリアの媒介者となる。メスの成虫は1か月以上生きることもあるが、通常自然界では1–2週間程度の寿命しかない。

### 卵
メスの成虫は1回の産卵で50–200個の卵を産む。卵は左右対称の長い楕円体で左右両側に浮嚢を持ち、水面に卵塊を形成せずにばらばらに産み落とされる。成虫で同定困難な互いに酷似した近縁種でも、浮嚢の形状や紋理が種によって異なることが多く、卵の形質のみが同定の手がかりになることがある。卵に乾燥耐性はなく、通常水面を浮遊しながら2–3日で孵化に至る。ただし、低温条件では孵化に2-3週間かかることもある。

### 幼虫

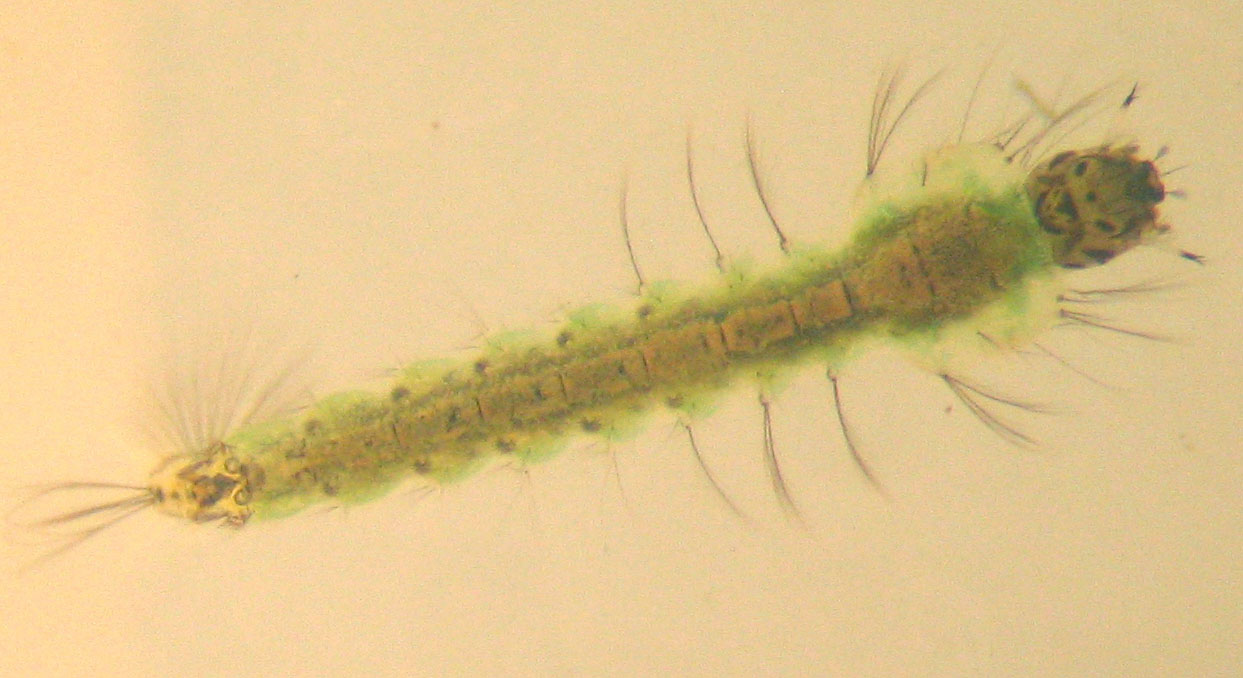
ハマダラカの幼虫（体長約8mm）

ハマダラカの幼虫は、摂食のために発達した頭部と大きい胸部を持つが、脚はない。また他のカの幼虫とは違い、ハマダラカの幼虫の1対の気門は第8腹節背面から伸びる呼吸管先端にではなくこの節の背面の平坦な気門盤に開き、また後述の方法で水面直下の浮遊物を摂食する。そのため、他のカの幼虫のように呼吸管の先端で水面下に斜めに懸垂する形で定位するのではなく、多くの時間、水面直下にて水面と平行に定位する。腹部の主背毛の一部が節ごとに対を成すカエデの葉のような掌状毛に変化し、これが気門盤とともに水をはじいて水面からの懸垂を助け、水面と平行な定位を可能にしている。
幼虫は摂食に際しては水面直下に背面を上に定位したまま頭部を180°回転させ、頭部下面の口器を水面にあてがい、口器前方のブラシ状の口刷毛（こうさつもう）を動かして水面直下に浮遊する藻類やバクテリアなどを濾過摂食している。移動の際には、口刷毛を使いながら、全身をくねらせて泳ぐ。
幼虫は4齢まで成長し、その後蛹になる。各齡の終わりには脱皮を行い、外骨格を脱ぐことでさらに成長する。ただし、ほとんどのハマダラカの幼虫は8mm以上の大きさに成長することはない。
ハマダラカの幼虫は、淡水湿原、塩性湿地、マングローブ林、水田、側溝、川の沿岸、水たまりなど様々な環境に生息しているが、ほとんどの種は澄んだ水を好む。

### 蛹
蛹を横から見ると、コンマ（，）のような形をしている。蛹の状態では、頭部と胸部が合着して頭胸部を形成し、この背面から出る1対の呼吸管を水面に出して呼吸を行っている。蛹になってから2-3日経つと、背側の外皮が裂けて、そこから成虫のハマダラカが現れる。

### 成虫
ハマダラカが卵から成虫になるまでの期間は種の違いや外気温の違いによって異なるが、最短で5日である。しかし熱帯性気候であれば、通常成虫になるまで10-14日かかる。
成虫は他のカと同様胴体が細い。胴体部は昆虫の通例どおり頭部、胸部および腹部の3つに分けられる。
頭部は摂食機能を担うほか、2つの眼と触角によって外部情報をキャッチしている。触角は吸血相手の匂いを捕らえるほか、メスが産卵する場所の匂いも探知している。また頭部には、餌をとるために伸長した口吻と、感覚器官として用いられる1対の小顎鬚（しょうがくしゅ・こあごひげ）がある。小顎鬚はナミカ亜科の通常のカと異なり、メスでも口吻とほぼ同じ長さにまで伸長している。
胸部には3対の脚と1対の翅、1対の平均棍があり、移動手段として機能している。
腹部は食物の消化と卵の産生を行っている。メスが食物（血液）を捕食した際には、腹部が大きくふくらむ。血液は卵巣の成熟を促し卵を作るためのタンパク源として供給される。
ハマダラカは、メスでも小顎鬚が口吻とほぼ同じ長さになること、翅に鱗片によって形成されるまだら模様が発達する一方、翅と脚以外の部位に鱗片が非常に少なく、特に腹部の大部分に鱗片を欠くことで、他のカ、つまりナミカ亜科と区別される。また成虫は、とまって休む際に腹部を急角度で浮かせ、斜めの倒立状態で定位することが多く、その点でも他のカと区別できる。
成虫のハマダラカは、蛹から出て2–3日の間に交尾を行う。ほとんどのハマダラカは、オスが夕暮れ時に群れ（いわゆる蚊柱）をつくり、メスが交尾のためにその群れに加わる。
オスの寿命は約1週間で、花の蜜など糖分に富んだ液体を餌にしている。メスも蜜をエネルギー源にしているが、通常卵を作るためのタンパク源として血液を必要とする。十分な量の血液を吸うと、メスは数日かけて血液を消化し、卵をつくる。卵の産生量などは温度に依存するが、熱帯気候であれば2-3日で十分に卵をつくるすることが出来る。卵を産み終わったら、メスは次の吸血相手を探して飛び回る。
このサイクルはメスが死ぬまで続けられる。通常寿命は1-2週間であるが、1ヶ月もの間生存することもある。寿命は気候や湿度によって異なる。また、血液を吸うことが出来るかどうかによっても、寿命は異なってくる。

## 生息域

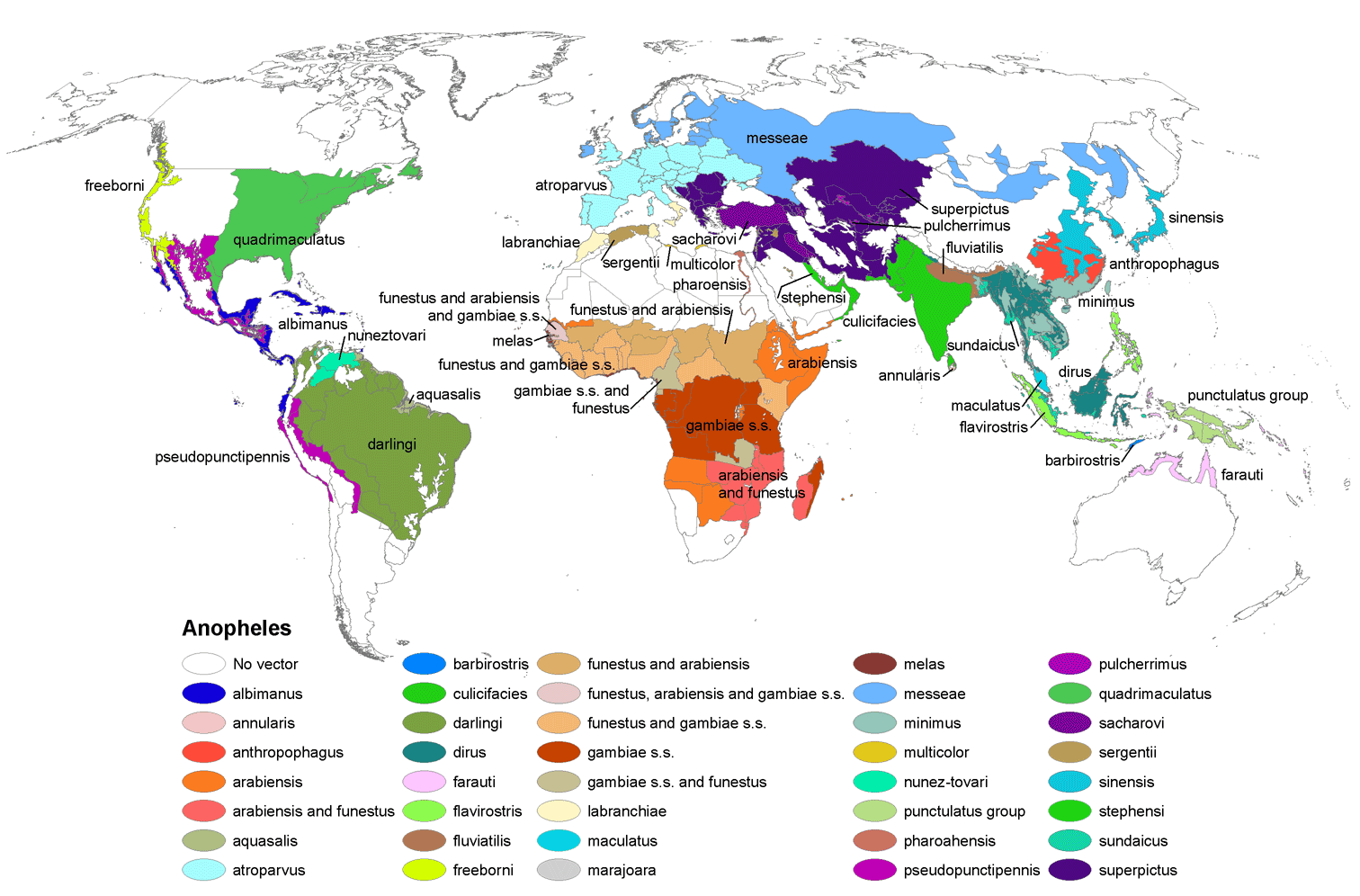
ハマダラカ各種の生息域

ハマダラカによるマラリアの感染が確認されている地域は、現在のところアフリカなど熱帯地域の一部に限られているが、ハマダラカ属の種はより高緯度地域にも多く生息している。実際に、過去にもマラリアの流行はより寒冷な気候の地域でも起こっている。例えば19世紀には北欧３国で、1820年代にはカナダのリドー運河でも流行し、日本でも明治時代に北海道の開拓地で流行がみられた。
アメリカ疾病予防管理センター(CDC)は、マラリア原虫を媒介するハマダラカは、マラリアの流行地域だけではなく、マラリアが撲滅された地域でも発見されていると警告しているCDCは、一度撲滅された地域でも、ハマダラカによってマラリアの再導入が起きる可能性があると危険性を訴えている。日本列島においても、マラリア原虫に感受性があり、各地でかつてマラリアの流行に寄与した種のハマダラカ（南西諸島のコガタハマダラカや北海道以南各地のオオツルハマダラカ）、が依然として個体群を維持している。
2019年4月24日付の韓国の新聞「中央日報」は「韓国のマラリア患者は2015年に628人まで増え、2017年は436人に減った。昨年は501人で再び増加した」(記事抜粋)とマラリアを警戒する記事を掲載。この記事は同時に「韓国は経済協力開発機構（ＯＥＣＤ）国家でマラリア発生率1位」であると述べている。また「韓国の土着型マラリアはいずれも三日熱マラリアだ。患者の89％は休戦ライン境界地域で発生する。蚊が活発に活動する5～10月に集中的に発生する」と、朝鮮戦争の休戦後に非武装無人地帯となった38度線に沿って形成された自然環境から、ハマダラカの亜種が発生しているらしき事も報道されている。

## 病気の媒介者としてのハマダラカ
ハマダラカの中には、病気の寄生をほとんど（或いは全く）媒介しないため、マラリアの感染源とならない種もある。研究の際には、マラリア原虫の寄生に抵抗性を持つガンビエハマダラカの変種を用いることがある。この変種には、ハマダラカの腹に侵入したマラリア原虫を排除する免疫反応があり、研究者がその遺伝的メカニズムを研究している。将来的には、遺伝子を改変したマラリア原虫抵抗性のハマダラカが野生種と置き換わることによって、マラリアの媒介が制限されることが期待されている。

### マラリアの伝染及び制御
ハマダラカの生態や行動が明らかになるにつれ、マラリアがどのように伝染されるのか、またその伝染はどのようにすれば制御できるかについての知見が深まっていった。ハマダラカがマラリアを媒介する要因としては、ハマダラカがマラリア原虫に感染しやすいということがある。
2007年12月21日、ベンガル湾に生息するナマコの1種であるグミから、溶血性のレクチンである CEL-III が発見され、その遺伝子を組み込んだステフェンスハマダラカは、マラリアの寄生に対し抵抗性を持つことが明らかとなった。このことは、将来的に遺伝子を改変したハマダラカが野生種に置き換わることで、マラリアの蔓延を食い止められる可能性を暗に示している。しかし、遺伝子改変動物を自然界に放す科学的、倫理的な問題も多いため、それを実現することには困難が伴う。

### 寿命とマラリア原虫を保有する確率
ハマダラカの行動における重要な点として、ハマダラカはヒトやウシの血を好んで栄養源とすることが挙げられる。ヒト寄生性のハマダラカは、よりマラリアの媒介者となりやすい。ほとんどのハマダラカは、ヒトやウシのみに栄養源を頼っていない。しかし、アフリカでマラリアの媒介者となっているガンビエハマダラカや A. funestus はとりわけヒト寄生性が強いため、より効果的なマラリアの媒介者となっている。
マラリア原虫がハマダラカにとりこまれると、ヒトに感染する前にハマダラカ内で繁殖を進める必要がある。ハマダラカ内で繁殖するのにかかる期間（潜伏期間）はおよそ10–21日である（寄生した種や温度によって異なる）。もし寄主であるハマダラカの寿命が、潜伏期間より短ければ、ヒトやウシにマラリアを感染させることが出来ない。
野外でハマダラカの寿命を正確に測定することは困難であるが、一日の生存率（一日に観察された成虫の内、翌日まで生存した割合）を測定することによる間接的な生存期間の推定は、ハマダラカの何種類かで行われている。例えばタンザニアのガンビエハマダラカは、一日の生存率が77%から84%であるハマダラカの成虫の生存率は一定であるため、この生存率から、10%以下のガンビエハマダラカのメスだけが、マラリア原虫の潜伏期間である2週間以上生存していることが推測される。もし一日の生存率が90%に上昇すれば、20%以上のハマダラカのメスが、マラリア原虫の潜伏期間である2週間以上生存していることになる。

## 殺虫剤抵抗性
殺虫剤による駆除は、屋内で血を吸うハマダラカを殺すための手段の一つである。しかし、殺虫剤に長期間さらされると、ハマダラカも他の昆虫と同様、何世代かを経て殺虫剤に対して抵抗性を持つ可能性がある。ハマダラカは世代時間が短いため、強い殺虫剤抵抗性をもつハマダラカがすぐに出現する可能性もある。他のカでは、殺虫剤を導入して数年で抵抗性を持つカが出現したという記録もある。125種以上のカが、1種類以上の殺虫剤に抵抗性を持っているという記録もある。マラリア撲滅キャンペーンでは、殺虫剤の使用をマラリアの撲滅の主な手段として掲げているが、抵抗性をもつハマダラカを広めないためにも、殺虫剤の使用は限定的にするのが賢明であるといえる。